# Rafał Dutkiewicz
Rafał Franciszek Dutkiewicz (ur. 6 lipca 1959 w Mikstacie) – polski przedsiębiorca i samorządowiec. W latach 2002–2018 prezydent Wrocławia, w latach 2023–2025 prezes Pracodawców Rzeczypospolitej Polskiej.

## Życiorys

### Działalność do 2002
Na przełomie lat 70. i 80. był organizatorem Tygodni Kultury Chrześcijańskiej we Wrocławiu i przewodniczącym Towarzystwa Stypendialnego im. Adama Mickiewicza. W tym czasie działał w harcerstwie, w latach 80. był członkiem Rady Naczelnej ZHP.
W 1982 ukończył studia z zakresu matematyki stosowanej na Wydziale Podstawowych Problemów Techniki Politechniki Wrocławskiej. Studiował także na Wydziale Filozofii Chrześcijańskiej Katolickiego Uniwersytetu Lubelskiego, gdzie w 1985 obronił doktorat z logiki formalnej pracą zatytułowaną Z badań nad metodą tablic semantycznych Betha, której promotorem był profesor Ludwik Borkowski.
W okresie stanu wojennego działał w podziemnych strukturach „Solidarności” we Wrocławiu. W 1989 pełnił funkcję sekretarza Komitetu Obywatelskiego, a w 1990 przewodniczącego KO we Wrocławiu.
Był pracownikiem naukowym Katolickiego Uniwersytetu Lubelskiego (1982–1992) i Uniwersytetu Wrocławskiego (1989–1994). Stypendysta Katholischer Akademischer Ausländer-Dienst we Fryburgu Bryzgowijskim (od lipca 1990 do lipca 1991).
W latach 90. założył polski oddział Signium International, międzynarodowej firmy zajmującej się wyszukiwaniem kadr kierowniczych. W wyborach w 1991 bez powodzenia startował z listy Unii Demokratycznej do Sejmu, a w 1993 również bez powodzenia z ramienia KLD do Senatu. Współtworzył również Radio Eska we Wrocławiu.

### Prezydent Wrocławia

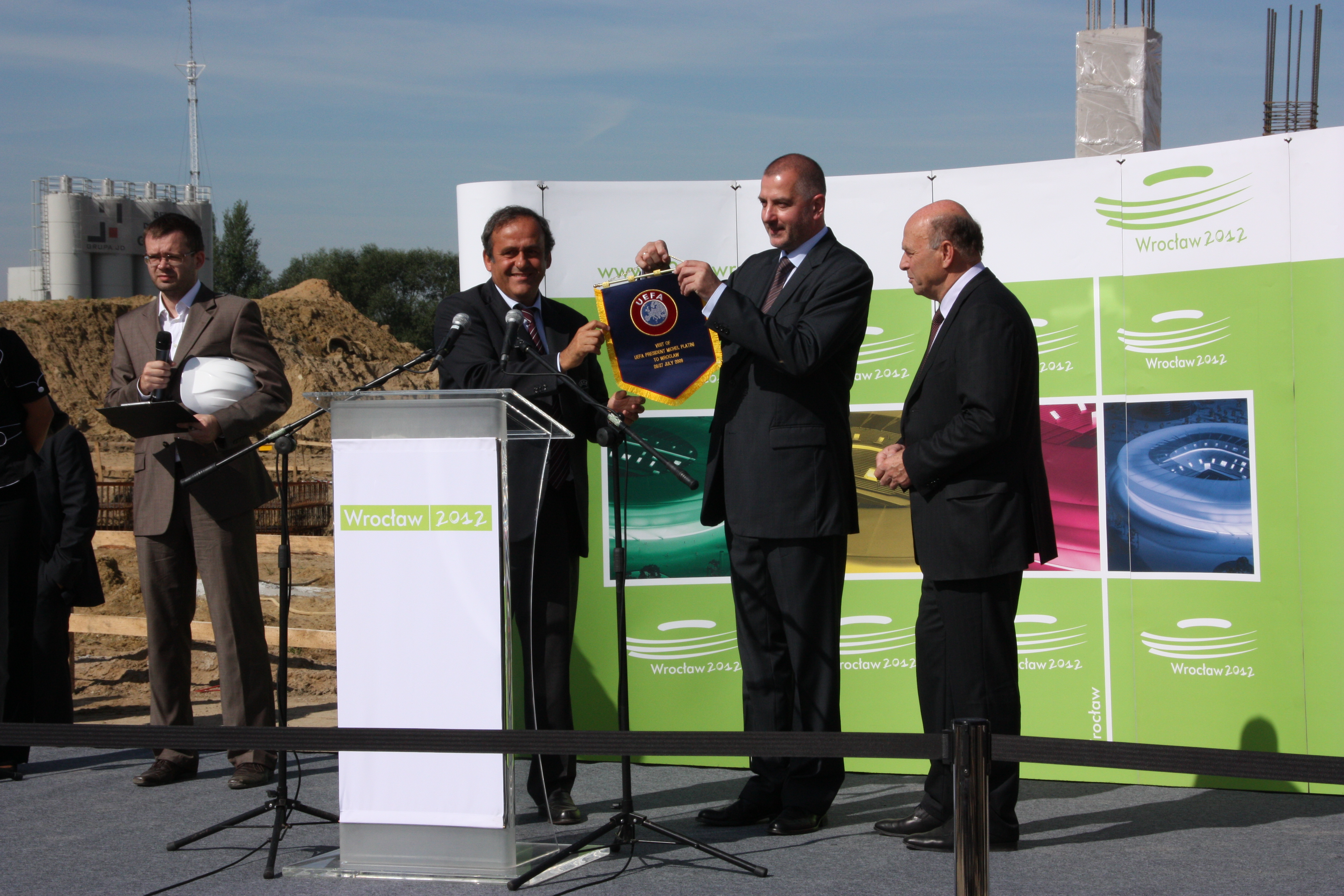
Rafał Dutkiewicz na placu budowy stadionu wraz z prezydentem UEFA Michelem Platinim i prezesem PZPN Grzegorzem Latą

W pierwszych bezpośrednich wyborach samorządowych w 2002 został wybrany na prezydenta Wrocławia. Startował z poparciem byłego prezydenta Bogdana Zdrojewskiego oraz Platformy Obywatelskiej. W drugiej turze pokonał Lidię Geringer de Oedenberg, kandydatkę SLD-UP. W wyborach samorządowych w 2006 wystartował jako kandydat niezależny (z poparciem m.in. PO i PiS). Wygrał w pierwszej turze, zdobywając 84,53% głosów (168 tys. głosów przy frekwencji 40,04%). Również w 2010 wygrał wybory w pierwszej turze, uzyskując 71,63% głosów (140 tys. głosów przy frekwencji 39,14%).
Od 2002 kontynuował starania miasta o przyznanie mu przez Międzynarodowe Biuro Wystaw Światowych (BIE) praw do organizacji wystawy Expo 2010, czego pomysłodawcą był jego poprzednik. W głosowaniu odbywającym się w grudniu 2002 Wrocław odpadł w pierwszej turze. Rafał Dutkiewicz rozpoczął starania o organizację mniejszej, tematycznej wystawy EXPO w 2012. W listopadzie 2007 kandydatura tego miasta przepadła ponownie w pierwszej turze głosowania.
Jako prezydent miasta był też pomysłodawcą i inicjatorem powołania Wrocławskiego Centrum Badań EIT+, platformy współpracy szkół wyższych z biznesem. Program ten miał za zadanie zwiększyć szanse Wrocławia na umiejscowienie w tym mieście siedziby rady zarządzającej Europejskiego Instytutu Innowacji i Technologii. Stolica Dolnego Śląska przegrała jednak w czerwcu 2008 rywalizację z Budapesztem. We Wrocławiu zlokalizowane zostało również centrum wiedzy Academia Europaea.
Za jego prezydentury do Wrocławia przeniósł się z Cieszyna Międzynarodowy Festiwal Filmowy Era Nowe Horyzonty, ustanowiono Literacką Nagrodę Europy Środkowej Angelus oraz Wrocławską Nagrodę Poetycką Silesius, reaktywowano też festiwal Jazz nad Odrą. Miasto otrzymało status jednego z gospodarzy piłkarskich mistrzostw Europy w 2012. Wrocław został też wybrany na Europejską Stolicę Kultury 2016. Także w 2016 Wrocław, jako pierwsze polskie miasto, był Światową Stolicą Książki. W okresie prezydentury Rafała Dutkiewicza PKB Wrocławia wzrósł ponad dwukrotnie, bezrobocie w mieście spadło do 1,9% w 2018.
W 2008 był współzałożycielem (m.in. wraz z Rafałem Matyją i Kazimierzem Michałem Ujazdowskim) oraz pierwszym przewodniczącym (do 2009) Ruchu Obywatelskiego „Polska XXI”. 5 lutego 2011 został wybrany na prezesa stowarzyszenia Obywatelski Dolny Śląsk (przekształconego Dolnego Śląska XXI, wcześniejszego odłamu Polski XXI, w którym był przewodniczącym rady programowej).
W 2010 prezydent RP Lech Kaczyński powołał go na członka Narodowej Rady Rozwoju. W 2011 z jego inicjatywy powstała Unia Prezydentów – Obywatele do Senatu – komitet wyborczy, który wystawił własnych kandydatów do Senatu w wyborach parlamentarnych w tym samym roku.
W kwietniu 2014 Rafał Dutkiewicz wjechał na teren zamknięty dla ruchu samochodowego, nie ustępując pierwszeństwa przejazdu tramwajowi, za popełnione wykroczenie został ukarany mandatem. Jednocześnie doszło do zderzenia pojazdów, w wyniku czego prezydent Wrocławia odniósł poważne obrażenia (złamanie miednicy), zaś motorniczy doznał urazu kręgosłupa, wymagającego według doniesień medialnych ponad miesięcznego zwolnienia lekarskiego i rehabilitacji. W sprawie tej prokurator wszczął postępowanie przygotowawcze w sprawie o spowodowanie wypadku drogowego, które wobec braku znamion przestępstwa ostatecznie umorzono.
W listopadzie 2014 wystartował ponownie w wyborach samorządowych. Uzyskał z ramienia Platformy Obywatelskiej mandat radnego sejmiku dolnośląskiego V kadencji. Kandydował także ponownie na prezydenta Wrocławia z ramienia KWW Rafał Dutkiewicz z Platformą (współtworzonego przez jego współpracowników i PO). Wygrał w drugiej turze głosowania z wynikiem 54,72% głosów (89,5 tys. głosów przy frekwencji 33,94%), pokonując Mirosławę Stachowiak-Różecką z Prawa i Sprawiedliwości. W 2015 był jednym z założycieli komitetu wyborczego Bronisława Komorowskiego w wyborach prezydenckich. W listopadzie 2016 ogłosił, że nie będzie ubiegał się o prezydenturę Wrocławia w kolejnych wyborach. Zakończył urzędowanie 19 listopada 2018.

### Działalność od 2018
Pod koniec 2018 ukazał się wydany przez Wydawnictwo Nieoczywiste wywiad rzeka z Rafałem Dutkiewiczem autorstwa Jacka Antczaka, zatytułowany Prezydent. Rafał Dutkiewicz (nie tylko) o Wrocławiu i dokumentujący 16 lat prezydentury.
Od 2019 Rafał Dutkiewicz przebywał w Berlinie na zaproszenie Fundacji im. Roberta Boscha.
Od września 2020 przez rok stał na czele think tanku Nowa Nadzieja, działającego jako stowarzyszenie. Został także członkiem Komitetu Wspierania Muzeum Historii Żydów Polskich Polin w Warszawie.
W marcu 2023 został prezesem Pracodawców Rzeczypospolitej Polskiej. W lipcu tego samego roku został przedstawicielem zrzeszenia w Radzie Dialogu Społecznego. Organizacją pracodawców kierował do czerwca 2025.

## Odznaczenia, wyróżnienia i członkostwa
Ordery i odznaczenia
- Krzyż Komandorski Orderu Odrodzenia Polski – 2015[34][35]
- Krzyż Oficerski Orderu Odrodzenia Polski – 2009[36]
- Komandor Orderu Gwiazdy Solidarności Włoskiej – 2006, Włochy[37]
- Oficer Orderu Korony – 2006, Belgia[4]
- Order Gwiazdy Polarnej – 2011, Szwecja[38]
- Kawaler Orderu Legii Honorowej – 2013, Francja[39][40]
- Krzyż Zasługi I Klasy Orderu Zasługi Republiki Federalnej Niemiec – 2017, Niemcy[41]
- Order Zasługi Wolnego Kraju Saksonii – 2019, Saksonia[42]

Nagrody i wyróżnienia
- Nagroda im. księdza Józefa Tischnera, przyznawana przez krakowski „Znak” za opublikowaną w 2006 książkę Nowe horyzonty (2007)[43]
- „Człowiek Roku” województwa dolnośląskiego według miesięcznika „Forbes” (2006)[44]
- „Fenomen 2006” przyznany przez tygodnik „Przekrój”[45]
- Nagroda im. Grzegorza Palki, przyznawana przez Ligę Krajową[46]
- Nagroda tygodnika „Newsweek” za pierwsze miejsce w rankingu prezydentów miast (trzykrotnie: 2010[47], 2011[48], 2012[49]) oraz tytuł „Superprezydenta” w 2013[50]
- Tytuł honorowego obywatela gminy Długołeka (2012)[51]
- Krzyż 95 Lat Związku Inwalidów Wojennych RP (2014)[52]
- Erich Kästner-Preis, nagroda przyznawana przez „Presseclub Dresden” osobom zaangażowanym w kwestie humanitarne oraz związane z kształtowaniem tolerancji (2015)[53]
- Deutscher Nationalpreis (2017)[54]
- WZO Jerusalem Prize za zasługi dla państwa Izrael i wspólnoty polsko-żydowskiej (2019)[55]
- Godło Promocyjne Fundacji Orła Białego (2019)[56]
- „Europaurkunde”, wyróżnienie nadawane przez rząd Brandenburgii (2019)[57]
- Tytuł doktora honoris causa Politechniki Wrocławskiej (2020)[58]
- Nagroda Księżnej Jadwigi Śląskiej (2020)[59]
- „Najbardziej Podziwiany Prezydent Miasta” (2007)[60]

Członkostwa
- Senator Ukraińskiego Uniwersytetu Katolickiego we Lwowie (2010)[61]
- Członek honorowy Academia Europaea (2011)[62]
- Członek honorowy amerykańskiego think-tanku „Atlantic Council” (2012)[63]
- Członek Rady Uniwersytetu Wrocławskiego (2019)[64]

## Życie prywatne
Jest synem lekarza i nauczycielki. Żonaty z Anną (architekt). Mają dwoje dzieci. Jest autorem publikacji Nowe horyzonty (Wyd. Rosner & Wspólnicy, Warszawa 2006, ISBN 83-60336-12-1).